# 잭 레먼
잭 레먼(Jack Lemmon, 1925년 2월 8일 ~ 2001년 6월 27일)은 미국의 배우이다. 1955년 《미스터 로버츠》에서 펄버 소위 역을 맡아 능청스러운 연기로 아카데미상 남우조연상을 수상하며 이름을 알렸고, 이후 1973년 《호랑이를 구하라》에서는 고립된 가장을 연기해 아카데미 남우주연상을 수상했다.

## 출연 작품
- 《미스터 로버츠》 (1955)
- 《아무리 보아도 내 낭군》 (1955)
- 《나이트 버스》 (1956)
- 《불꽃은 바다에 지다》 (1957)
- 《카우보이》 (1958)
- 《사랑의 비약》 (1958)
- 《뜨거운 것이 좋아》 (1959)
- 《아파트 열쇠를 빌려드립니다》 (1960)
- 《페페》 (1960)
- 《술과 장미의 나날》 (1962)
- 《당신에게 오늘 밤을》 (1963)
- 《주인 좀 빌립시다》 (1964)
- 《그레이트 레이스》 (1965)
- 《별난 한 쌍》 (1968)
- 《애로》 (1969)
- 《호랑이를 구하라》 (1973)
- 《747 절대위기》 (1977)
- 《의문의 실종》 (1982)
- 《JFK》 (1991)
- 《플레이어》 (1992)
- 《글렌게리 글렌 로스》 (1992)
- 《숏 컷》 (1993)
- 《베가 번스의 전설》 (2000)

## 수상 경력
- 1956년 제28회 아카데미시상식 남우조연상
- 1960년 골든애플어워즈 올해의 남성상
- 1960년 제17회 골든글로브시상식 뮤지컬/코미디부문 남우주연상
- 1960년 제13회 영국아카데미시상식 남우주연상
- 1961년 제18회 골든글로브시상식 뮤지컬/코미디부문 남우주연상
- 1961년 제14회 영국아카데미시상식 남우주연상
- 1961년 로렐어워즈 코미디부문 남자배우상
- 1962년 포토그레머스 디 플래터 어워즈 남자배우상
- 1962년 센트조어디어워드 영화부문 남자배우상
- 1963년 제11회 산세바스찬국제영화제 남우주연상
- 1963년 로렐어워즈 드라마틱한 남자배우상
- 1964년 로렐어워즈 코미디부문 남자배우상
- 1965년 로렐어워즈 올해의 남자배우상
- 1967년 로렐어워즈 올해의 남자배우상
- 1970년 로렐어워즈 코미디부문 남자배우상
- 1972년 제24회 에미상 버라이어티, 음악/코미디스페셜부문 엔터테이너상
- 1973년 제30회 골든글로브시상식 뮤지컬/코미디부문 남우주연상
- 1973년 헤이스티 푸딩 씨어트리컬 올해의 남성상
- 1974년 제46회 아카데미시상식 남우주연상
- 1975년 다비드 디 도나텔로 어워즈 외국남자배우상
- 1979년 제32회 칸 영화제 남우주연상
- 1980년 제33회 영국아카데미시상식 남우주연상
- 1980년 다비드 디 도나텔로 어워즈 외국남자배우상
- 1980년 지니 어워즈 남우주연상
- 1981년 제31회 베를린국제영화제 은곰부문 남자연기자상
- 1982년 제35회 칸 영화제 남우주연상
- 1986년 제57회 미국비평가협회상 평생공로상
- 1988년 제16회 미국영화연구소 평생공로상
- 1990년 미국배우조합상 평생공로상
- 1991년 제48회 골든글로브시상식 평생공로상
- 1991년 아메리칸코미디어워즈 평생공로상
- 1992년 바야돌리드국제영화제 남우주연상
- 1992년 제49회 베니스국제영화제 볼피컵 남우주연상
- 1992년 시카고국제영화제 평생공로상
- 1993년 제64회 미국비평가협회상 남우주연상
- 1993년 제20회 링컨센터 갈라 트리뷰트상
- 1993년 쇼웨스트어워즈 평생공로상
- 1996년 제46회 베를린국제영화제 명예금곰상
- 1996년 제19회 미국케네디센터상
- 1999년 제3회 할리우드영화제 평생공로상
- 2000년 라스베가스비평가협회상 평생공로상
- 2000년 온라인영화&텔레비전협회상 TV미니시리즈부문 남우주연상
- 2000년 제57회 골든글로브시상식 TV영화/미니시리즈부문 남우주연상
- 2000년 제6회 미국배우조합상 TV영화/미니시리즈부문 남자연기상
- 2000년 제52회 에미상 TV영화/미니시리즈부문 남우주연상
- 2000년 골든애플어워즈 할리우드 레전드상
- 2002년 온라인영화&텔레비전협회상 특별공로상